# Стародубовский 12-й драгунский полк
12-й драгунский Стародубовский полк — армейская кавалерийская воинская часть (драгунский полк) ВС России.
Старшинство формирования с 27 января 1709 года. Полковой праздник — 15 августа, Успение Пресвятой Богородицы. С момента сформирования в Вооружённых силах Русского царства и Российской империи полк имел различные действительные наименования, представленные ниже.  

## Места дислокации
- 1820 год — Щигры Курской губернии[1]. Полк входил в состав 3-й кирасирской дивизии.

## История
При русском царе Петре Алексеевиче, позже императоре прозванном «Великим», в коннице появляются отборные нижние чины — конно-гренадеры. В 1704 году, по представлению фельдмаршала Огильви, во всех драгунских полевых полках были введены гренадерские роты, по одной на полк. Под Полтавой, 27 января 1709 год, гренадерские роты были отчислены от драгунских полевых полков (Киевского, Новгородского, Псковского, Пермского, Астраханского, Вологодского, Устюжского, Луцкого, Нарвского, Каргопольского, Троицкого, Ингерманландского, Санкт-Петербургского, Казанского, Тверского, Нижегородского, Рязанского, Белозерского, Азовского, Ямбургского) и составили три гренадерских полевых полка 10-ротнного состава (преемственные полки): Роппа (13-й драгунский Военного ордена генерал-фельдмаршала графа Миниха), Гавриила Кропотова (11-й драгунский Рижский и 12-й драгунский Стародубовский) и Андрея Кропотова (в 1771 году был расформирован). 
Драгунский полковника Гаврилы Семёновича Кропотова полк, 10 мая 1725 года, приведён в состав одной гренадерской и 9 фузелёрных рот.
- 16.02.1727 — Суздальский драгунский полк по месту своего квартирования.
- 06.11.1727 — Драгунский Кропотова полк, и возможно 11 ноября 1727 года или позже разделён на Стародубовский и Рижский драгунские полки.

### Стародубовский конный полк
- 28.06.1783 — из малороссийских казаков сформирован Стародубовский конный полк.

### Стародубовский карабинерный полк
- 09.02.1784 — приведен в состав 6-ти эскадронов. Наименован Старадубовским карабинерным полком.
- 26.05.1790 — 6-й эскадрон выделен на сформирование Киевского конно-егерского полка.

В другом источнике указано что Легкий кавалерийский Украинский полк был переименован в Стародубовский кирасирский полк который, в 1798 — 1799 годах, участвовал в походе к берегам Рейна против французов.

### Стародубовский кирасирский полк
- 29.11.1796 — Стародубовский кирасирский полк[4][5].
- 31.10.1798 — кирасирский генерал от кавалерии Нумсена полк.
- 15.04.1799 — кирасирский генерал-майора Воинова полк.
- 29.03.1801 — Стародубовский кирасирский полк.
- 31.07.1801 — Стародубовский драгунский полк.
- 01.01.1822 — сформированы из кадра, присланного от полка и коренных жителей округа трёх поселённых и трёх резервных эскадрона.
- 01.05.1826 — действующие эскадроны вступили в округ военных поселений
- 05.05.1827 — на основании положения о военных поселениях кавалерии, резервные эскадроны составились из строевых нижних чинов, а все поселенцы собраны в поселенные эскадроны отдельно от резервных.
- 26.12.1829 — на гербы и пуговицы присвоен войсковой № 34.
- 21.03.1832 — полковое управление разделено на две части: 6 действующих и 3 резервных эскадронов составили полк, поселённые эскадроны выделены в ведение особого начальника и названы 2-м кавалерийским округом Новороссийского военного поселения.
- 21.03.1833 — полк приведен в состав 8 действующих и одного резервного эскадронов.
- 30.08.1834 — для полка учрежден в запасных войсках запасный полуэскадрон № 38-го.
- 23.03.1835 — 3-й действующий эскадрон переименован в резервный эскадрон уланского герцога Нассаусского полка, 4-й эскадрон переименован в резервный эскадрон Ахтырского гусарского полка. Полк приведен в состав 6 действующих и одного резервного эскадронов.
- 04.04.1836 — запасному полуэскадрону присвоен № 34-й
- 08.08.1836 — во 2-м кавалерийском округе Новороссийского военного поселения учреждены и приписаны к полку 2 эскадрона кантонистов, для доставления возможности комплектоваться хорошо обученными унтер-офицерами.
- 14.04.1840 — кирасирский Его Светлости принца Петра Ольденбургского полк.
- 23.12.1841 — резервный эскадрон упразднён.
- 23.01.1842 — повелено иметь для полка в запасных войсках резервный и запасный эскадроны.
- 18.12.1843 — от полка учреждены резервный и запасный эскадроны.
- 17.03.1845 — кирасирский Его Императорского Высочества принца Петра Ольденбургского полк.
- 26.06.1856 — полк приведен в состав 6 действующих и два резервных эскадронов.
- 01.11.1856 — полк приведен в состав 4 действующих и одного резервного № 5-го эскадронов.
- 19.03.1857 — Стародубовский кирасирский Его Императорского Высочества Принца Петра Ольденбургского полк.
- 30.11.1857 — Стародубовский кирасирский Его Императорского Высочества Принца Петра Ольденбургского кадровый полк.

### Стародубовский драгунский полк
- 14.05.1860 — штандартный взвод Стародубовского кирасирского полка присоединен к Нежинскому драгунскому полку. Назван Стародубовским драгунским Его Императорского Высочества Принца Петра Ольденбургского полком.
- 19.10.1863 — резервные эскадроны отделены в состав особой резервной кавалерийской бригады.
- 29.12.1863 — 6-й резервный эскадрон упразднен. В составе 6-й резервной кавалерийской бригады оставлен один — резервный эскадрон Стародубовского драгунского Его Императорского Высочества Принца Петра Ольденбургского полка.
- 25.03.1864 — 12-й драгунский Стародубовский Его Императорского Высочества Принца Петра Ольденбургского полк.
- 27.07.1875 — резервный эскадрон переименован в запасный эскадрон.
- 10.05.1881 — 12-й драгунский Стародубовский полк.
- 18.08.1882 — Стародубовский 34-й драгунский полк[6].
- 11.08.1883 — полк приведен в шестиэскадроонный состав. Запасный эскадрон обращен в отделение кадра № 12 кавалерийского запаса.
- 08.09.1897 — выделен эскадрон на формирование 53-го драгунского Новоархангельского полка. Взамен сформирован новый эскадрон (Выс. пр. от 26.11.1897 г.).
- 06.12.1907 (с 1908 года[7]) — 12-й драгунский Стародубовский полк.
- 1918—1920 — в составе армии Деникина.

## Стародубовский полк в Отечественной войне 1812 года и Заграничном походе русской армии
На момент вторжения Наполеона в Россию полк входил в состав 3-й западной армии генерала Тормасова и действовал на южном направлении. Полк принял участие в сражениях под Кобрином и Городечно. Действиями генерала Тормасова тридцатитысячный корпус австрийцев, шедший на соединение к Наполеону, был отрезан на все время войны от главной неприятельской армии. 16 ноября 1812 года Стародубовский драгунский полк участвовал в сражении при реке Березине. Высочайшим приказом от 27 декабря 1812 года полк был переименован в кирасирский. В январе 1813 года Стародубовскому полку было пожалована половина оклада жалования на постройку обмундирования за казенный счет и вспоможение в размере 180 рублей. В составе 3-й кавалерийской дивизии 12-й кирасирский Стародубовский полк участвовал в Заграничном походе русской армии, сражался под Кульмом и в других битвах.
19 марта 1814 года Стародубовский кирасирский полк торжественно, в присутствии своего Царя, вошел в столицу Франции, город Париж, имея щегольской и бодрый вид, несмотря на громадные перенесенные им труды.

## Стародубовский драгунский полк в Первой мировой войне
С первых чисел и до конца войны 12-й Стародубовский драгунский полк находился в составе 12-й кавалерийской дивизии. Она входила в состав 8 армии Юго-Западного фронта, в июне 1916 года передана в 11 армию Юго-Западного фронта, затем дивизия оказалась в Особой армии. В декабре 1916 года была отправлена на усиление 2 Румынской армии на Румынский фронт.
12-й Стародубовский полк прикрывал развертывание частей Русской армии в дни мобилизации, успешно участвовал в боях за Галицию. Передовой разведывательный отряд 12-го Стародубовского драгунского полка первым вошел в оставленный противником Львов. С января по март 1915 года полк участвовал в Карпатской операции, а затем летом 1915 года был задействован в Луцком (Брусиловском) прорыве. В декабре 1916 года полк составе 12-й кавалерийской дивизии отправлен на Румынский фронт. При штурме станции Путна погиб командир полка полковник Богалдин. В январе 1917 года полк вместе с дивизией был отведен в тыл, в Бессарабию, на пополнение и отдых.
В январе 1917 года из двух спешенных эскадронов каждого полка 12-й кавалерийской дивизии, кроме казачьего, был образован 12-й кавалерийский стрелковый полк. Таким образом Стародубовский полк стал 4-х эскадронным.
04.04.1917 г. — Приказано, Юбилейный штандарт, с вензелем, отрекшегося императора, доставить в Петроград, для выполнения работ по снятию вензеля. (Приказ № 182, 1917 г. из сборника «Приказы Военного Министра»)
15.07.1917 г. — VI-й кавалерийский корпус назван корпусом смерти. На этот момент 12-й Стародубовский драгунский полк был в составе корпуса. (Приказ № 634, 1917 г. из сборника «Приказы Верховного Главнокомандующего за 1914—1915 и 1917 г.г.»)
В середине октября 1917 года 12-я кавалерийская дивизия была выведена с Румынского фронта и переброшена под Одессу для подавления периодически вспыхивающих там беспорядков. Стародубовский полк встал под Вознесенском, а объединенный стрелковый полк 12-й кавалерийской дивизии близ Бирзулы.
Полк фактически перестал существовать к февралю 1918 года, а 3 марта 1918 года официально расформирован вместе со всей «старой Императорской армией».

## Знаки отличия
- Георгиевский полковой штандарт за подвиги при взятии крепости Базарджик в 1810 году[6].
- Георгиевские трубы за сражение при Гальберштадте в 1813 году[6].
- Знаки на шапки за отличия в турецкую войну 1877—1878 гг.[6].
- Юбилейный Георгиевский полковой штандарт образца 1900 года с образом Спаса Нерукотворного, с Александровской орденской лентой и Георгиевской тесьмой с серебряными темлячными кистями[13].

Уж много лет прошло с тех пор, 

Когда по Адовой долине 

Наш полк скакал во весь опор, 

Подобно снеговой лавине.

Спят мёртвым сном, таков удел, 

Драгуны – воины седые. 

Не прозвучит уж им аппель 

Призывом в бой, как в дни былые.

Дрались под Миром и под Красным, 

Дрались в бою Шевардина, 

Воспоминанием ужасен 

Французам день Бородина.

Сам Царь венчал драгун наградой, 

Драгунский кивер отличён 

Наградой, Царскою отрадой 

Навеки полк запечатлён.

И памятник тому есть вечный: 

Штандарт Георгиевский в строю, 

Под ним умрёт драгун беспечный, 

Сложивший голову в бою. 

          

## Полковой знак
Знак 12-го драгунского Стародубовского полка утвержден 18 февраля 1909 года. Выпускался в бронзе, позолоченном серебре и золоте с накладными серебряными орлом, вензелями и датами. Стоимость знаков фабрики Людвига Пахмана в 1909 году 10, 12 и 25 рублей.
Золотой Базарджикский крест, в центральном медальоне которого расположен серебряный оксидированный Государственный герб. На горизонтальных лучах креста выпуклые золотые вензели Императоров Петра I и Николая II, увенчанные золотыми Императорскими коронами. На вертикальных лучах золотые выпуклые даты «1709» и «1909».

## Шефы
Шефы или почётные командиры:
- 03.12.1796 — 15.04.1799 — генерал-лейтенант (с 29.11.1797 генерал от кавалерии) Нумсен, Фёдор Михайлович
- 15.04.1799 — 01.09.1814 — генерал-майор (с 14.06.1810 генерал-лейтенант) Воинов, Александр Львович
- 14.10.1828 — 24.07.1835 — генерал-майор принц Вюртембергский, Александр Фридрих Вильгельм
- 06.12.1835 — 10.05.1881 — принц Ольденбургский, Пётр Георгиевич

## Командиры
- 28.06.1783 — 21.04.1789 — полковник Максимович, Иван
- 21.04.1789 — 30.08.1792 — полковник Миклашевский, Михаил Павлович
- 04.09.1792 — 11.09.1797 — полковник Ширай, Степан Михайлович
- 11.09.1797 — 17.10.1797 — подполковник (с 07.10.1797 полковник) Соболевский
- 25.02.1798 — 20.08.1798 — полковник Хастатов, Аким Васильевич
- 11.09.1798 — 25.04.1799 — полковник Игельстром, Александр Евстафьевич
- 01.08.1799 — 17.12.1799 — полковник граф де Ламберт, Карл Осипович
- 04.03.1800 — 17.01.1802 — подполковник (с 17.03.1800 полковник) Бука, Игнатий Яковлевич
- 15.01.1802 — 16.05.1803 — полковник граф Сиверс, Карл Карлович
- 23.09.1805 — 24.08.1806 — полковник Бука, Игнатий Яковлевич
- 23.04.1807 — 29.08.1814 — подполковник (с 12.12.1809 полковник, с 15.09.1813 генерал-майор) Наний, Фома Петрович
- 29.08.1814 — 01.06.1815 — подполковник Деев
- 19.06.1815 — 24.05.1816 — подполковник Модзалевский, Василий Семёнович
- 24.05.1816 — 01.01.1819 — полковник Фитингоф, Антон Максимович
- 01.01.1819 — 11.01.1819 — полковник Салов, Фёдор Андреевич
- 22.01.1819 — 01.01.1826 — полковник Рикорд, Александр Иванович
- 06.01.1826 — 29.09.1828 — полковник Левченко, Фёдор Григорьевич
- 18.11.1828 — 10.04.1832 — полковник барон Пилар фон Пильхау, Густав Фёдорович
- 05.05.1832 — 31.12.1841 — полковник (с 06.12.1840 генерал-майор) Рейснер, Карл Андреевич
- 29.01.1842 — 18.08.1845 — полковник Депрерадович, Николай Николаевич
- 18.08.1845 — 27.09.1848 — полковник (с 06.12.1846 генерал-майор) Тимковский, Владимир Иванович
- 06.10.1848 — 29.11.1855 — полковник (с 26.11.1852 генерал-майор) Горбачев, Василий Павлович
- 29.11.1855 — 01.09.1860 — полковник фон Раден, Густав Фёдорович
- 01.09.1860 — 15.06.1862 — полковник Есипов, Александр Александрович
- 15.06.1862 — 17.08.1868 — полковник Дедюлин, Александр Яковлевич
- 17.08.1868 — 06.01.1870 — полковник Нестеров, Евгений Степанович
- 06.01.1870 — 07.05.1877 — полковник Бодиско, Константин Константинович
- 07.05.1877 — 09.02.1878 — полковник барон Бильдерлинг, Александр Александрович
- 09.02.1878 — 28.04.1885 — полковник Баронч, Александр Антонович
- 28.04.1885 — 16.07.1885 — полковник фон Раден, Эмилий Федорович
- 16.07.1885 — 25.04.1893 — полковник Значко-Яворский, Андрей Петрович
- 17.05.1893 — 06.05.1897 — полковник Яфимович, Николай Александрович
- 06.05.1897 — 09.07.1903 — полковник Мандрыка, Владимир Григорьевич
- 09.07.1903 — 31.08.1907 — полковник Алымов, Аполлинарий Александрович
- 21.09.1907 — 05.06.1912 — полковник Пуговичников, Николай Сократович
- 29.06.1912 — 23.06.1915 — полковник Хачатуров, Павел Григорьевич
- 23.06.1915 — 23.08.1916 — полковник Чертков, Григорий Григорьевич
- 02.09.1916 — 13.12.1916[14] — полковник Богалдин, Александр Петрович
- 15.01.1917 — хх.хх.хххх — полковник Чекатовский, Игнатий Игнатьевич